# Top Secret (Romanzyklus)
Top Secret (britischer Originaltitel CHERUB) ist der deutsche Titel eines Jugend-Spionageroman-Zyklus von Robert Muchamore, in dem Jugendliche auf dem CHERUB-Campus zu Agenten ausgebildet werden und an Missionen teilnehmen. CHERUB ist eine dem britischen Geheimdienst MI5 unterstehende Organisation. Die Grundidee hinter dem Einsatz von Kindern als Agenten ist, dass die meisten Kriminellen nicht immer vermuten, dass der neue Schulfreund des Sohnes für den Geheimdienst arbeitet und beim gemeinsamen Erledigen der Hausaufgaben das gesamte Haus verwanzt.
Die deutsche Fassung erschien bei der Random-House-Tochter cbt (C. Bertelsmann Taschenbuch). Im März 2013 erschien der erste Teil der Fortsetzung Top Secret – Die neue Generation – mit Agent Ryan als Hauptperson.

## Die Organisation CHERUB im Romanzyklus

### Geschichte
Der britische Spion Charles Henderson arbeitete während des Zweiten Weltkrieges knapp drei Jahre lang mit französischen Flüchtlingskindern zusammen, die unter anderem unauffällig Nachrichten weitergaben oder sich mit den Soldaten anfreundeten, um ihnen Informationen zu entlocken. Diese Organisation wurde CHERUB genannt. Der Einsatz von Kindern zeigte sich als so effektiv, dass Henderson diesen auch in Friedenszeiten weiterführte. Im Laufe der Zeit ist die Anzahl der Kinder und Jugendlichen von 20 auf fast 700 gewachsen.

### Der Campus
Auf dem CHERUB-Campus leben die Kinder und Jugendlichen. Im Laufe der Jahre wurde er immer wieder vergrößert und ausgebaut.
Agenten, welche die Grundausbildung absolviert haben, wohnen im Hauptgebäude, bis zur Fertigstellung des Missionsvorbereitungsgebäudes wurden hier auch die Missionen vorbereitet. Daneben gibt es den Juniorblock, in dem die Kinder leben, die noch nicht für Missionen qualifiziert sind, sowie eine Schule, ein Dōjō, eine Krankenstation, diverse Trainings- und Sportplätze, das Trainingslager für die Grundausbildung und noch weitere Gebäude.
Der Campus ist auf Landkarten als Truppenübungsplatz gekennzeichnet und streng gesichert.

### Rekrutierung
Für CHERUB kommen nur Kinder in Frage, die überhaupt keine familiären Bindungen haben, da ihr „Verschwinden“ ja Verwandten auffallen könnte. Des Weiteren müssen die Kinder besonders intelligent und sportlich sowie psychisch
belastbar sein. Daher ist es schwer, geeignete Kandidaten zu finden. Normalerweise werden nur Kinder zwischen sechs und zwölf Jahren rekrutiert, gelegentlich auch jüngere, jedoch nie Kinder, die älter sind als zwölf.
Normalerweise werden die Kinder aus Kinderheimen durch einen Agenten rekrutiert, der sich zunächst mit dem potenziellen Kandidaten anfreundet und so überprüft, ob er überhaupt in Frage kommt. Danach wird er auf den Campus gebracht und medizinisch sowie psychologisch untersucht. Kinder, die älter als zehn sind, müssen zusätzlich noch einen Aufnahmetest machen. Erfüllt ein Kind die Voraussetzungen zur Aufnahme, kann es frei entscheiden, ob es Mitglied von CHERUB werden will oder nicht.

### Die Ausbildung
Sobald sie auf dem Campus leben, werden die angehenden Agenten systematisch auf ihre Einsätze vorbereitet, neben normalem Schulunterricht erhalten sie zum Beispiel eine Ausbildung in verschiedenen Kampfsportarten. Mit zehn Jahren nehmen die Kinder an der 100 Tage dauernden Grundausbildung teil. Die Grundausbildung bringt die Kinder durch ständige körperliche und psychische Belastung an den Rand ihrer physischen und psychischen Belastbarkeit. Hinzu kommt, dass der Leiter der Grundausbildung, Norman Large, bis zu seiner Suspendierung jede Gelegenheit nutzt, die Kinder zu schikanieren. Großteils findet die Grundausbildung auf einem speziellen Gelände statt, ein Verlassen des Geländes gilt als Abbruch der Grundausbildung. Lediglich die letzten Tage finden außerhalb des Campus statt, zum Beispiel im malaysischen Dschungel oder in der Arktis.
Auch nach Abschluss der Grundausbildung müssen die Agenten immer wieder an Lehrgängen zu speziellen Themen teilnehmen und regelmäßig ihre Fitness untersuchen lassen.

### Die Missionen
Das Ziel der Missionen ist eigentlich immer, schwere und organisierte Kriminalität zu bekämpfen. Jede Mission wird von einem erwachsenen „Einsatzleiter“ geführt. Vor dem Beginn der eigentlichen Mission steht immer eine umfangreiche Vorbereitung, in der die Agenten unter anderem über die Identität, die sie annehmen sollen, informiert werden. Die Agenten nehmen in der Regel die Rolle einer Familie an, die neu in die Gegend gezogen ist, wobei der „Einsatzleiter“ meist die Rolle des alleinerziehenden Elternteils annimmt. Innerhalb der nächsten Wochen versuchen die Agenten nun, sich mit den Kindern von Verdächtigen anzufreunden und so eventuelle Beweise zu finden. Es gibt aber auch kleinere Missionen, bei denen die Agenten – zum Beispiel als jugendliche Randalierer getarnt – in Gebäude einbrechen und dabei nach Informationen suchen oder so die Sicherheitseinrichtungen überprüfen. Außerdem gibt es noch die bei den Agenten äußerst unbeliebten „Rekrutierungsmissionen“, und die ebenfalls unbeliebten Sicherheitstest (s. o.).
Alle Missionen werden nach Gefährlichkeit eingestuft.

### Die T-Shirts
Bei CHERUB stellen verschiedene T-Shirt-Farben verschiedene Statusstufen dar. Die T-Shirts dürfen nur auf dem Campus getragen werden. Die Farben bedeuten:
Orange
Gäste auf dem Campus. Die Agenten dürfen nur mit Erlaubnis des Direktors Dr. Terence McAfferty abgekürzt: „Mac“ (später: Zara Asker; Ewart Asker) mit Gästen reden.
Rot
CHERUBs, die nicht qualifiziert sind, in die CHERUB-Grundausbildung einzutreten, tragen rote T-Shirts. Personen zwischen sechs und zehn Jahren sind nicht qualifiziert. Nicht qualifiziert ist aber auch, wer z. B. nicht schwimmen kann oder die Grundausbildung nicht im ersten Anlauf bestanden hat. Man kann die Grundausbildung so oft, wie man möchte, wiederholen, doch für gewöhnlich versuchen es CHERUBs, die es auch beim zweiten oder dritten Mal nicht geschafft haben, nicht noch einmal.
Hellblau
Bedeutet, dass man sich in der hunderttägigen Grundausbildung befindet.
Grau
Qualifizierte Agenten erhalten nach der abgeschlossenen Grundausbildung dieses T-Shirt.
Dunkelblau
Dunkelblau erhält ein Agent nach einer außerordentlichen Leistung bei einer (oder mehreren) Mission(en).
Schwarz
Wird für hervorragende Leistungen auf mehreren Missionen vergeben. Das Privileg, Schwarz zu vergeben, hat nur der Direktor von CHERUB. Ca. 50 Prozent der Agenten erhalten dieses T-Shirt, bevor sie CHERUB verlassen.
Weiß
Bedeutet, dass man mindestens 17 Jahre alt und nicht mehr als Agent tätig ist. Das Personal trägt die weißen T-Shirts.

## Einzelbände und Handlung

### Staffel 1
| Nr. | Originaltitel                             | Erstveröffentlichung (engl.) | Deutscher Titel  | Erstveröffentlichung (deutsch) |
| --- | ----------------------------------------- | ---------------------------- | ---------------- | ------------------------------ |
| 1   | The Recruit                               | 15. April 2004               | Der Agent        | 25. Juli 2005                  |
| 2   | Class A auch: The Dealer oder The Mission | 14. Oktober 2004             | Heiße Ware       | 7. August 2006                 |
| 3   | Maximum Security                          | 14. April 2005               | Der Ausbruch     | 2. Juli 2007                   |
| 4   | The Killing                               | 13. Oktober 2005             | Der Auftrag      | 4. August 2008                 |
| 5   | Divine Madness                            | 6. April 2006                | Die Sekte        | 3. August 2009                 |
| 6   | Man Vs. Beast                             | 19. Oktober 2006             | Die Mission      | 8. Juni 2010                   |
| 7   | The Fall                                  | 15. März 2007                | Der Verdacht     | 9. November 2010               |
| 8   | Mad Dogs                                  | Oktober 2007                 | Der Deal         | 21. Juni 2011                  |
| 9   | The Sleepwalker                           | Februar 2008                 | Der Anschlag     | 9. November 2011               |
| 10  | The General                               | 4. September 2008            | Das Manöver      | 8. Juni 2012                   |
| 11  | Brigands M.C.                             | 3. September 2009            | Die Rache        | 10. September 2012             |
| 12  | Shadow Wave                               | 5. Mai 2011                  | Die Entscheidung | 8. Oktober 2012                |

#### Der Agent
Als die Mutter von James Choke (Adams) im Jahr 2003 stirbt, muss James in ein Kinderheim, während seine Halbschwester Lauren zu ihrem Vater ziehen muss. Die Kinder, mit denen der zwölfjährige James sich bald anfreundet, stellen sich als ziemlich schlechte Freunde heraus. Sie stiften James erst dazu an, Autos zu demolieren und Alkohol zu stehlen, und sorgen anschließend dafür, dass James von der Polizei verhaftet wird.
Am nächsten Morgen, nachdem James von der Polizei festgenommen wurde, wacht er in einem Gebäude auf dem CHERUB-Campus auf. Er wurde betäubt und über Nacht dorthin gebracht. Dort erklärt ihm der Direktor Dr. Mac Afferty, auch „Mac“ genannt, was es mit CHERUB auf sich hat. Nachdem James die fünf Aufnahmeprüfungen bestanden hat, bietet Mac ihm einen Platz bei CHERUB an, den James, nachdem er einen Tag Zeit zum Überlegen hatte, auch annimmt.
Drei Wochen später absolviert James die 100-tägige Grundausbildung. Seine Trainingspartnerin Kerry Chang ist ihm hierbei eine große Hilfe, da sie sich schon zum zweiten Mal in der Grundausbildung befindet, obwohl sie jünger ist als er.
Als James die Ausbildung erfolgreich hinter sich gebracht hat, erfährt er, dass auch Lauren von CHERUB rekrutiert wurde, nachdem ihr Vater Ronald Onions sie geschlagen hat und wegen Zigarettenschmuggels neun Jahre ins Gefängnis muss.
Einige Monate später beginnt James’ erste Mission. Sie führt ihn in eine walisische Hippie-Siedlung namens „Fort Harmony“, da der MI5 davon ausgeht, dass sich unter den Bewohnern Mitglieder der militanten Umweltschutzorganisation „Help Earth!“ befinden. In einigen Wochen soll in unmittelbarer Nähe zu „Fort Harmony“ ein Treffen der 200 wichtigsten Ölmanager stattfinden. Offensichtlich plant „Help Earth!“ einen Anschlag auf dieses Treffen. Um keinen Verdacht zu erregen, gibt sich James als Neffe der langjährigen Bewohnerin Cathy Dunn aus, die bereits früher mit der Polizei zusammengearbeitet hat. Gemeinsam mit der Agentin Amy, die James große Schwester spielt, zieht James bei Cathy ein. Im Laufe der Wochen knüpft James Kontakt zu vielen Bewohnern von „Fort Harmony“.
Schließlich entdeckt James, dass die Zwillinge Fire und World einen Anschlag auf das Kongresszentrum mit dem Milzbranderreger planen. Dabei infiziert er sich selber mit dem Erreger. Später stellt sich die Infektion jedoch als weniger schwerwiegend heraus, als zunächst angenommen.
Nachdem James den geplanten Anschlag aufgedeckt hat, kommt es zu einer Razzia und „Fort Harmony“ wird geräumt.
Als James zurück auf den Campus kommt, verleiht ihm Mac das dunkelblaue T-Shirt.

#### Heiße Ware
James bekommt die Mission, einen Drogendealer namens Keith Moore auszuspionieren. Diesen Auftrag führt er mit seinem besten Freund Kyle Blueman, Nicole Eddison und seiner Freundin Kerry unter Aufsicht der Einsatzleiter Zara Asker und Eward Asker aus. Um an den Dealer heranzukommen, muss er sich mit dessen Sohn Keith Moore Jr (Genannt Junior) anfreunden und selbst die Auslieferung von Drogen übernehmen. Während James Schwester Lauren an ihrem zehnten Geburtstag zu Besuch kommt, entdeckt Kerry zusammen mit James und Lauren die Fabrikhalle, in der die Drogen verarbeitet werden. Die Überwachung dieser Halle liefert der Polizei schließlich so viele Informationen, dass sie viele der Drogendealer und Hintermänner verhaften kann, Keith Moore bleibt jedoch auf freiem Fuß. Als Nicole nach Drogenkonsum von CHERUB ausgeschlossen wird, steht die Mission kurz vor dem Ende. Doch als Keith Moore James anbietet, zusammen mit ihm und Junior Urlaub in Miami zu machen, wird die Mission fortgesetzt. James findet heraus, dass sich Keith Moore ins Ausland absetzen und so einer Strafverfolgung entziehen will, doch bevor es so weit kommt, wird Moore in seiner Villa von bewaffneten Männern überfallen. James tötet einen von ihnen und kann fliehen. Keith Moore ist bereit mit der Polizei zu kooperieren um zurück nach Großbritannien zu kommen und legt ein Geständnis ab.

#### Der Ausbruch
Zusammen mit Dave Moss wird James als Insasse in ein Hochsicherheitsgefängnis, das Arizona Max, eingeschleust, um sich mit Curtis Oxford, dem dort inhaftierten Sohn der Schwerverbrecherin Jane Oxford, anzufreunden. Dave wird bei einer Schlägerei schwer verletzt, doch James kann den ursprünglichen Plan umsetzen und mit Hilfe seiner Schwester Lauren zusammen mit Curtis fliehen, in der Hoffnung, dass dieser ihn zu seiner Mutter führt. Nach einer gefährlichen Flucht durch die USA gelingt es tatsächlich, Jane Oxford zu finden und festzunehmen.

#### Der Auftrag
Der Kleinkriminelle Leon Tarasov hat plötzlich das große Geld. Das MI5 will herausfinden, woher sein Reichtum stammt. James Adams und Dave Moss gehen auf eine Undercovermission nach London und müssen schnell feststellen, dass es sich doch nicht nur um einen Kleinkriminellen und seine Machenschaften, sondern um ein noch viel größeres Verbrechen handelt. Nicht nur Leon, sondern auch einige korrupte Polizeibeamte waren in einen Überfall verwickelt. Um diesen Überfall zu vertuschen, bringt der Polizist Patel einen Jungen, der zufällig an Informationen über den Raub und die Korruption gestoßen ist, um. Mithilfe einer der technisch kompliziertesten Operationen, die jemals von einem CHERUB-Team gemacht wurden, werden von Leon und Patel Geständnisse gewonnen. Einige korrupte Polizisten werden später auch festgenommen.

#### Die Sekte
CHERUB entdeckt eine Verbindung zwischen der Terroristengruppe „Help Earth!“ und einem religiösen Kult namens „Survivors“. James Adams sowie Lauren Adams und Dana Smith werden undercover in den „Sektenkult“ der Survivor eingeschleust. Doch hier müssen sie es zu Beginn nicht nur mit den Verbrechern, sondern auch mit ihrem eigenen Geist aufnehmen. Die höchst gefährlichen Gehirnwaschtaktiken der Survivors bringen sie das eine oder andere Mal in Bedrängnis.
Der große Durchbruch gelingt, als James und Lauren es schaffen, in die „Arche“ (einen heiligen Ort der Survivors im Outback von Australien) zu gelangen. Währenddessen bekommt Dana eine Mission von der Arche vermittelt, in der sie einen Anschlag auf ein ihr unbekanntes Ziel ausführen soll. James und Lauren gelingt es, auch mithilfe des Sohnes des Sektengurus „Rathbone“, wertvolle Informationen über die Arche, den Sektenkult und die Terrororganisation Help Earth! zu gewinnen. Jedoch befinden die beiden sich in großer Gefahr, als die Survivors die Arche in Angst vor einer Apokalypse abriegeln. Dana verhindert derweil das von Help Earth! geplante Attentat auf ein Tankerschiff.
Dana bekommt für ihren Einsatz das blaue T-Shirt verliehen. Lauren wird für die Rettung mehrerer Kinder aus der „Arche“ mit dem schwarzen T-Shirt belohnt. Sie ist damit die drittjüngste Person, die jemals das schwarze T-Shirt tragen durfte.

#### Die Mission
Das Buch beginnt damit, dass ein 11-jähriger und ein 14-jähriger Junge miterleben, wie ihre Mutter von zwei maskierten Männern im Namen der AFM (Animal Freedom Militia) angegriffen wird. Sie arbeitet bei einer Firma, welche Tierversuche durchführt.
Auf dem Campus fragt Lauren ihren Bruder James, ob er ihr und ihrer Freundin Bethany hilft, sich in die Grundausbildung zu schleichen, um Jake (Bethanys kleiner Bruder) und Rat (Laurens Freund) Essen und saubere Kleidung zu bringen. James lehnt ab, aber Lauren erpresst ihn damit, dass sie seiner Freundin Kerry erzählen würde, dass er sie ein Jahr zuvor bei einer Mission betrogen hat. So ist James gezwungen mitzumachen, jedoch werden sie von Mac erwischt. James wird als Opfer der Erpressung nicht dafür bestraft und geht anschließend mit Lauren und Kyle auf eine Mission, um die AFM zu zerschlagen.
Während ihrer Mission können sich Kyle und James erfolgreich in die AFA (Animal Freedom Army), eine aus der AFM entstandene Gruppe, einschleusen und diese zerschlagen. Während der Mission wird Lauren Vegetarierin, da ihr die Lebensbedingungen der Tiere bewusst gemacht werden. Sie kehren erfolgreich auf den Campus zurück und fahren ins CHERUB-Sommerlager.

#### Der Verdacht
Als eine MI5-Operation schiefgeht, muss James alles tun, damit er lebend Russland verlassen kann. Später ist seine Schwester Lauren auf ihrer ersten Einzelmission und versucht, eine Menschenschmuggelbande aufzudecken.
Zurück in England, muss James feststellen, dass ihm der MI5 die Schuld an der fehlgeschlagenen Mission und der damit verbundenen Ermordung zweier MI5-Agenten gibt. James muss alles daran setzen zu beweisen, dass er nicht schuld war. Es droht sogar der Ausschluss von CHERUB. Mithilfe von Mr. Pike und Dana Smith (in die er sich deswegen auch verliebt) gelingt es ihm, wertvolle Informationen zu sammeln und letztendlich Ewart Asker, der lange als James’ und Danas’ Hauptverdächtiger in der Intrige galt, das Leben und auch seine CHERUB-Karriere zu retten. Dies bringt ihm und Dana Smith das schwarze T-Shirt ein. Lauren meistert ihre Mission wie immer mit Bravour und schafft es, den Menschenschmugglerring zu sprengen. Dabei wurde sie sogar fast selber Opfer der Schmuggler.

#### Der Deal
Nachdem Gabrielle O’Brien auf einer Mission bei der Drogenbande „Slasher Boys“ durch einen Angriff der verfeindeten „Runts“ lebensgefährlich verletzt wird, steht die gesamte Mission auf der Kippe.
Erst nach längerer Diskussion beschließen die Mission Controller und das Ethikkomitee, die Mission fortzuführen, indem sie James und Bruce in die „Mad Dogs“ einschleusen, welche zusammen mit den „Runts“ die „Slasher Boys“ bekämpfen.
James hat in einer früheren Mission nämlich schon einmal mit einigen Mitgliedern der „Mad Dogs“ zusammengearbeitet. Er nimmt wieder seine damalige Identität an und zieht in das Jugendheim „Zoo“ (Halfway House) ein.
Schon bald gelingt es James und Bruce durch die erfolgreiche Teilnahme an Überfällen, im Ansehen von Sasha, dem Anführer der „Mad Dogs“, zu steigen.
Währenddessen eskaliert der Bandenkrieg immer weiter, es kommt zu Morden, Überfällen und größeren Schießereien.
Die Mission Controller planen Sasha von einem großen Drogendeal der „Slasher Boys“ in Kenntnis zu setzen, damit er diese Gelegenheit ergreift, die „Slasher Boys“ auszurauben, und dabei auf frischer Tat festgenommen werden kann.
Der Plan geht jedoch schief, weil Sasha anders als erwartet den Überfall nicht selber ausführt, sondern die „Runts“ damit beauftragt.
Durch den großen Überfall und den damit verbundenen Polizeieinsatz können die „Mad Dogs“ zeitgleich relativ ungestört einen Flughafen am anderen Ende der Stadt ausrauben.
Am Ende können James und Bruce, die beide an dem Überfall auf den Flughafen beteiligt sind, zwar noch einige Beweise sichern, aber auch sie können nicht verhindern, dass einige Kriminelle entkommen können, so dass die Mission nur halbwegs erfolgreich zu Ende geht.

#### Der Anschlag
Bei einem Flugzeugabsturz über dem Atlantik sterben 345 Passagiere, unter anderen auch die Familie des mittlerweile pensionierten Leiters von CHERUB, Dr. McAfferty. Die Behörden rätseln, ob es sich um einen Terroranschlag oder einen Unfall handelt. Da ruft der 12-jährige Fahim Bin Hassam bei einer Hotline des Geheimdienstes an und bringt seinen Vater Hassam bin Hassam mit dem Absturz in Verbindung. Doch der Junge scheint wenig glaubwürdig und auch die Beweislage spricht gegen ihn. Für McAfferty ist es hingegen die einzige Hoffnung herauszufinden, warum seine Familie sterben musste. Daher setzt er sich dafür ein, dass Lauren und Jake sich mit dem Fall auseinandersetzen. Anders als in allen anderen Büchern wenden sie hierbei die Methode der „offenen Ermittlung“ an. Das heißt, die beiden erzählen Fahim, dass sie für den britischen Geheimdienst arbeiten. So versuchen die beiden CHERUB-Agenten, Beweise gegen Fahims Vater zu finden. Fahim weiß zwar auch nicht viel über die Aktivitäten seines Vaters, aber mit seiner Hilfe wird es möglich, Abhörgeräte in der Wohnung zu installieren. Zum Ende des Buches können die CHERUB-Agenten herausfinden, dass Fahims Vater wirklich für den Absturz verantwortlich ist – allerdings nicht in Form eines Terroranschlages, sondern weil er ausrangierte Flugzeugteile als neu deklariert und verkauft hat.
James hat in dem Buch keine Mission. Er macht zusammen mit Kerry ein Praktikum in einem Fast-Food-Restaurant, wo sie sich mit Gemma, einer Angestellten in dem Restaurant, anfreunden. Später kommen James und Kerry in Schwierigkeiten, weil sie Gemma vor ihrem gewalttätigen Freund beschützen und dabei von der Polizei verhaftet werden.

#### Das Manöver
Zu Beginn der Geschichte ist James auf einer Mission bei der militant-anarchistischen Gruppierung „Street Action Group“. Der Anführer, Chris Bradford, nutzt James als Bodyguard bei einem Treffen mit einem Waffenhändler. Dort gelingt es James zwar, Abhörgeräte zu installieren, jedoch stellt sich wenig später heraus, dass die Mission vergeblich war, da eine andere Abteilung des MI5 unabhängig von CHERUB schon die Festnahme Bradfords geplant hat und auch durchführt.
Als James zurück auf den Campus kommt, muss er feststellen, dass seine Freundin Dana ihn betrogen hat. Daraufhin trennen sich Dana und James.
Einige Wochen später macht sich eine Delegation von CHERUB-Agenten gemeinsam mit einigen britischen Soldaten unter der Führung von Yosyp Kazakov auf den Weg nach Fort Reagan, dem weltgrößten Trainingsgelände für Häuserkämpfe. Dort sollen sie in einer zweiwöchigen Übung Aufständische in einer von tausend amerikanischen Soldaten kontrollierten Stadt „spielen“. Fort Reagan ist eine nachgebaute Stadt in der Wüste von Nevada. Statt scharfer Munition werden hier Farbgeschosse und -granaten verwendet. Als Zivilisten fungieren Freiwillige, die dafür eine kleine finanzielle Entschädigung erhalten. Kazakovs Taktik besteht im Wesentlichen darin, die Wasserversorgung der amerikanischen Militärbasis mit einem starken Abführmittel zu verunreinigen, die „Zivilisten“ gegen die Soldaten aufzustacheln sowie CHERUB-Agenten einzusetzen. Damit hat er großen Erfolg, schon nach zwei Tagen hat er die Übung gewonnen. Kazakovs Taktik ist zwar effektiv, aber so unkonventionell, dass die Übung unter Ausschluss von James und Kazakov wiederholt wird.
Daraufhin begeben sie sich nach Las Vegas, wo sie es mit dem Glücksspiel Blackjack versuchen und James die Karten zählt. Dies endet in einer Verfolgung durch das Wachpersonal.

#### Die Rache
Die Rache besteht aus zwei Teilen, die durch einen Zeitsprung von viereinhalb Jahren getrennt sind.
Der erste Teil spielt im Jahr 2003.
Er beginnt mit der Ermordung von Dante Scotts Vater, Mutter, Bruder und Schwester durch den Vorsitzenden des Motorradclubs Brigands M.C., weil Dantes Vater – der stellvertretende Vorsitzende – sich weigert, dem Verkauf des Clubhauses zuzustimmen.
Dem 9-jährigen Dante gelingt es, sein Leben und das seiner anderthalb Jahre alten Schwester zu retten, woraufhin die beiden sofort in ein Zeugenschutzprogramm aufgenommen werden. Jedoch spüren Mitglieder des Brigands M.C. Dante, den einzigen Zeugen des Mordes, auf und verüben einen Mordanschlag, der jedoch misslingt.
Da Dante in einem Detail eine Falschaussage bei der Polizei gemacht hat, gelingt es den Anwälten des Vorsitzenden, genannt Commander, ihn unglaubwürdig erscheinen zu lassen.
Der zweite Teil spielt viereinhalb Jahre später.
Lauren, Dante und James bekommen eine Mission im Umfeld des Brigands M.C., Dante und Lauren sollen sich mit dem jüngsten Sohn des Commanders anfreunden, während James’ Aufgabe darin besteht, Kontakt zu den jüngeren Mitgliedern des Brigands M.C. sowie befreundeter Motorradclubs zu suchen. Er erfährt dabei von einem Waffenhandel, an dem seine Klassenkameraden Julian und Nigel beteiligt sind. Jake McEwen überwacht die beiden um über sie an die Hintermänner zu gelangen, doch die Operation misslingt, als die örtliche Polizei, die nicht informiert ist, eingreift und die beiden verhaftet.
Währenddessen wird James in einen Bandenkrieg zwischen dem Brigands M.C. und einigen anderen Motorradclubs verwickelt, bleibt aber unverletzt und erwirbt sich den Respekt des Commanders.
Dante ist die gesamte Mission auf Rache gegen den Commander aus, er bricht in sein Haus ein und will ihn umbringen, kann sich jedoch nicht überwinden und ritzt stattdessen mit seinem Messer eine Drohung in den Schreibtisch. Ohne Beweise gegen den Commander gefunden zu haben, müssen die CHERUBs zum Campus zurückkehren.

#### Die Entscheidung
In einer Folgemission soll James doch noch dazu verhelfen, den Commander festzunehmen. Es gelingt ihm den Commander zu einem Waffengeschäft zu bewegen, über das die Polizei informiert ist. Deren Zugriff erfolgt zwar nicht so reibungslos wie geplant, doch schließlich kann der Commander festgenommen und wegen illegalen Waffenhandels angeklagt werden.
Auf seiner letzten Mission soll James zusammen mit Lauren und Kevin auf die Kinder des malaysischen Verteidigungsministers Tan Abdullah aufpassen, der für ein Waffengeschäft mit Großbritannien nach London reist. Für Kyle, der wegen der Hochzeit zweier ehemaliger Cherubs gerade ein paar Tage auf dem Campus verbringt, ist Abdullah kein Unbekannter: Während einer Grundausbildung um Weihnachten 2004 auf Langkawi, bei der er mithalf, musste er miterleben, wie ein Dorf auf Geheiß Abdullahs, damals Gouverneur, nach dem Tsunami am 26. Dezember 2004 zerstört wird und die Bewohner umgesiedelt wurden um Platz für ein Hotel zu machen. Seitdem hielt er Kontakt zu einem der Dorfbewohner und zu Hilfsorganisationen. Nun sieht er die Gelegenheit mit Hilfe der geheimen Informationen aus James Einsatzunterlagen, Abdullah das Handwerk zu legen. Er überzeugt James, die Mission abzulehnen und ihm zu helfen. Zusammen mit weiteren Unterstützern gelingt es ihnen Abdullah bei einem fingierten Waffengeschäft aufzuzeichnen. Als Abdullah klar wird, dass er hereingelegt wurde und mit einer Anklage wegen Korruption rechnen muss, will er in seinem Privatjet nach New York fliehen. Letztendlich begeht er in seinem Flugzeug Selbstmord.
Am Ende geht James zur Stanford University, wo er mit Kerry Chang Mathematik und Physik studiert. Laurens Vater Ronald Onions ist aus dem Gefängnis auf Bewährung entlassen worden. Er litt an Kehlkopfkrebs und starb nur wenige Monate später. James findet schließlich seinen Vater, der Autor von Mathematikbüchern ist.

### Staffel 2
Die zweite Staffel erscheint im englischen Original weiter unter dem Titel CHERUB, in der deutschen Übersetzung als Top Secret (Die neue Generation).
| Nr. | Originaltitel     | Erstveröffentlichung (engl.) | Deutscher Titel | Erstveröffentlichung (deutsch) |
| --- | ----------------- | ---------------------------- | --------------- | ------------------------------ |
| 1   | People’s Republic | 4. August 2011               | Der Clan        | 25. März 2013                  |
| 2   | Guardian Angel    | August 2012                  | Die Intrige     | 12. August 2013                |
| 3   | Black Friday      | September 2013               | Die Rivalen     | 31. März 2014                  |
| 4   | Lone Wolf         | 1. August 2014               | Das Kartell     | 23. März 2015                  |
| 5   | New Guard         | Juni 2015                    | Die Entführung  | 28. März 2016                  |

#### Der Clan
Ryan Sharma ist nach dem Tod der Eltern zusammen mit seinen drei Brüdern zu CHERUB gekommen. Seine erste große Mission führt ihn nach Kalifornien. Dort soll er sich mit Ethan Kitsell anfreunden, der dort mit seiner Mutter Gillian Kitsell lebt. Diese heißt in Wahrheit Galenka Aramov und gehört dem Aramov-Clan an, einer Schmugglerorganisation, die von Kirgisistan aus operiert und die die TFU, eine Unterorganisation des amerikanischen Geheimdienstes, zerschlagen will. Geleitet wird die TFU von Dr. Denise Huggan, genannt Dr. D., Ted Brasker spielt Ryans Vater, Amy Collins, die inzwischen für die TFU arbeitet, seine Halbschwester. Nach Anfangsschwierigkeiten freundet sich Ryan mit Ethan an, nachdem er ihm bei einem Verkehrsunfall das Leben rettet. Doch bevor er viel von ihm erfahren kann, dringen bewaffnete Männer bei den Kitsells ein, töten Ethans Mutter und seinen besten Freund und sprengen das Haus in die Luft. Mit Ryans Hilfe kann Ethan gerade noch entkommen. Ethan erzählt Ryan, dass er sehr wohl von seiner Familie weiß und seinen Onkel Leonid hinter dem Anschlag vermutet, der die Macht im Clan von seiner Großmutter Irena übernehmen will. Irena lässt Ethan nach Kirgistan zurückholen, wo sie ihn besser schützen kann.
Unterdessen versucht Fu Ning zusammen mit ihrer Adoptivmutter Ingrid aus China nach Großbritannien zu fliehen, nachdem ihr Adoptivvater wegen Menschenhandel verhaftet wurde. Auf der Flucht nehmen sie auch die Dienste des Aramov-Clans an, doch Leonid Aramov hat es auf Ingrids Geld abgesehen und tötet sie. Mit Hilfe von Dan, einem Handlanger des Clans, kann Ning fliehen und erreicht schließlich Großbritannien. Dort wird sie zunächst zur Arbeit bei einem Sandwich-Hersteller gezwungen, bevor sie fliehen kann und letztlich in ein Aufnahmelager für Flüchtlinge gelangt. Dort macht Amy sie ausfindig, die in ihr zum einen eine Informationsquelle über den Aramov-Clan sieht, zum anderen eine neue Rekrutin für CHERUB. In letzter Minute gelingt es ihr, die Abschiebung nach China zu verhindern, Ning wird bei CHERUB aufgenommen.

#### Die Intrige
Ethan Aramov lebt inzwischen im „Kreml“, dem Hauptquartier des Aramov-Clans. Über das Internet hält Ryan weiterhin Kontakt zu ihm und versucht Informationen über den Clan zu erhalten. Er kann Ethan dazu bringen, Spionagesoftware auf Leonid Aramovs Computer zu installieren, doch plötzlich bricht der Kontakt ab. Bei CHERUB findet man heraus, dass Ethan auf eine Privatschule kommen soll und schickt Ryans Freunde Ning und Alfie dorthin, doch Ethan kommt dort nicht an. Während die an der Mission Beteiligten nach Kirgisistan reisen, um vor Ort die Lage zu untersuchen, wurde Ethan auf Anweisung von Leonid entführt. Es gelingt ihm jedoch zu fliehen und seine Großmutter Irena zu kontaktieren, die ihn nach Kirgisien zurückholt und Leonid verbannt. Über die Spionagesoftware gelingt dem Geheimdienst der Zugriff auf die Konten des Clans. Als Irena erkennt, dass der Aramov-Clan vor dem finanziellen Aus steht, geht sie einen Deal ein. Sie erlaubt dem Geheimdienst die Übernahme des Clans um diesen zu vernichten, erhält dafür aber Straffreiheit und medizinische Behandlung ihrer Krebserkrankung. Ethan wird von Ted Brasker aufgenommen.

#### Die Rivalen
Im Kreml leben nun Ryan, Amy und Yosyp Kazakov um den Aramov-Clan aufzulösen. Sie sorgen dafür, dass immer wieder Piloten verhaftet und Flugzeuge beschlagnahmt werden können. Bei einer dieser Aktionen schmuggeln Ryan und Kazakov größere Mengen Sprengstoff in die USA, wo Terroristen am Black Friday einen Anschlag verüben wollen. Bei der Landung sollten diese eigentlich festgenommen werden, doch die Terroristen ändern im letzten Moment ihren Plan. Ryan gelingt die Flucht, doch Kazakov wird erschossen. Die Politiker verlangen nun ein schnelles Ende des Aramov-Clans. Im Kreml hat inzwischen Tamara, Leonids Ex-Frau, Amy durchschaut und bietet ihr einen Deal an. Sie will den Geheimdienst zu Leonid führen, wenn dafür sie und ihr Sohn Andre ein neues Leben beginnen können. Amy willigt ein, und Tamara und Andre kommen für ein kurzes Training nach Großbritannien. Andre wird dabei von James Adams unterrichtet, der nach seinem Studium zu CHERUB zurückgekehrt ist. Anschließend gelingt es ihnen tatsächlich, Leonid in Mexiko zu finden und die Raketenfabrik zu sprengen, die dieser dort betreibt. Auch in Kirgisistan wird der Aramov-Clan vernichtet und das Hauptgebäude gesprengt.

#### Das Kartell
James ist inzwischen Einsatzleiter und startet mit Ryan und Ning eine neue Mission. Ryan erhält die Aufgabe eine Drogenbande zu infiltriert. Ning freundet sich mit Fay an, einem Mädchen, dessen Mutter und Tante von der Bande ermordet wurde und möglicherweise wichtige Informationen über die Funktionsweise der Organisation hat.

#### Die Entführung
Im letzten Buch der CHERUB Reihe, gehen James und einige seiner ehemaligen CHERUB Freunde auf ein letzte und inoffizielle Mission, bei der es darum geht, zwei Geiseln aus dem Islamischen Staat zu retten.
Leon und Daniel Sharma, jüngere Zwillingsbrüder von Ryan Sharma, werden für eine Mission in Birmingham mit Missionsleiter James Adams rekrutiert. Ihre Aufgabe ist es, sich mit Oliver „Oli“ anzufreunden, dieser ist ein potenzieller Rekrut für CHERUB. Dieser behauptet Informationen über radikal-islamische Terrorgruppen zu haben. Oli entpuppt sich als Tyrann und Dieb und wird bald als potenzieller Rekrut ausgeschlossen. Allerdings erfahren Leon und Daniel mehr zu eine örtliche Verbrecherboss Namens Martin Jones alias „Onkel“. Ryan schließt sich der Mission an und freundet sich mit Onkel an. Das Team erfährt, dass Onkel mit gebrauchter Ölraffinerieausrüstung handelt. Die Firma Offshore Marine Exploration von der die Technik stammt existiert nicht mehr, dessen Ausrüstung wird aber immer noch im Nahen Osten eingesetzt. Sie erfahren auch von einem ebenfalls nicht mehr existierenden Unternehmen, das OME-Geräte repariert hat. Einer der drei Ingenieure des Unternehmens wurde in einem Flughafenhotel in der Nähe von Onkels Schrottplatz ermordet. Die beiden anderen Ingenieure sind verschwunden und James schließt daraus, dass sie vom Islamischen Staat gefangen genommen wurden, um mit OME-Geräten ein Netzwerk von vom IS kontrollierten Ölquellen zu unterhalten. Nachdem James die Beweise hochrangigen Beamten des britischen Geheimdienstes vorgelegt hat, stimmt er zu, ein Team zur Rettung der Geiseln zu bilden. Da die Politik der britischen Regierung militärische Interventionen gegen den IS ausschließt, beschließt James ein Team aus ehemalige CHERUB-Agenten für die inoffizielle Mission zu rekrutieren. Er rekrutiert seine Schwester Lauren Adams, seine Verlobte Kerry Chang und seine Freunde Kyle Blueman und Bruce Norris sowie die israelische Geheimdienstoffizierin Tovah. Vor der Mission wird das Rettungsteam in CHERUBs Sommerherberge im Mittelmeer geschickt, um mit Ryan und seinen Freunden zu trainieren. Während des Trainings erfährt James, dass Bruce und Ning eine Beziehung begonnen haben. Die Retter planen, eine leicht verteidigte Ölquelle tief im IS-Territorium in Syrien lahmzulegen und die Ingenieure zu retten, wenn sie zur Reparatur eintreffen um dann in Ultraleichtflugzeugen in die Türkei fliehen. Beim Training im Ultraleichtflugzeug wird Kerry bei einer schweren Bruchlandung schwer verletzt. Ryan, der sich dem Ende seiner CHERUB-Karriere nähert, meldet sich freiwillig, um von CHERUB zurückzutreten, damit er an ihrer Stelle der Mission beitreten kann. Das Team dringt in Syrien ein, erreicht die Ölquelle, rettet die Geiseln und flieht erfolgreich in die Türkei. Zurück auf dem Campus hilft James Ryan heimlich dabei, Natalka aufzuspüren, eine Mitarbeiterin des Aramov-Clans, in die Ryan sich verliebt hatte.
Im Nachwort wird Onkel wegen Terrorismus und Geldwäschedelikten zu lebenslanger Haft verurteilt; 2017 zieht sich Ning von CHERUB zurück und beginnt mit Bruce auszugehen; Ryan trifft Natalka wieder und bringt sie zu sich nach Großbritannien, während er die Universität besucht. Lauren setzt ihre Karriere als Rennfahrerin fort; Kerry arbeite jetzt als Junior-Einsatzleiter; James und Kerry heiraten in Las Vegas und geben bekannt, dass sie ihr erstes Kind erwarten.